# Two Weeks (film, 1920)
Pour les articles homonymes, voir Two Weeks (homonymie).
Pour plus de détails, voir Fiche technique et Distribution.
Two Weeks est un film muet américain réalisé par Sidney Franklin et sorti en 1920.

## Synopsis
Pour arriver à la célébrité, une jeune danseuse cède aux avances d'un homme d'affaires. En fait, celui-ci la destine à la prostitution. Elle s'échappe et trouve refuge chez un petit groupe vivant hors des conventions et des préjugés…

## Fiche technique
- Titre : Two Weeks
- Réalisation : Sidney Franklin
- Scénario : John Emerson, Anita Loos, d'après une pièce d'Anthony Wharton
- Photographie : Oliver T. Marsh
- Genre : Comédie dramatique
- Durée : 60 minutes
- Date de sortie : 
  - États-Unis : 25 janvier 1920

## Distribution
- Constance Talmadge : Lillums Blair
- Conway Tearle : Kenneth Maxwell
- Reginald Mason : Reginald Clonbarry
- George Fawcett : Jimby Lewis
- Templar Saxe : Billy Crane
- William Frederic : William Brady
- Tom Cameron : Knowles
- Gertrude Doyle : Linda
- Florence Hope : Gracie
- Mrs Wensley Thompson : Mrs Maxwell